# Pseudocrossidium pachyneuron
Pseudocrossidium pachyneuron là một loài Rêu trong họ Pottiaceae. Loài này được (Dusén) Thér. miêu tả khoa học đầu tiên năm 1921.